# EPIX
Der E&G EPIX ist ein europäischer Aktienindex für Immobiliengesellschaften. Er wird vom Bankhaus Ellwanger & Geiger zum Zweck einer transparenten Bewertung von europäischen Immobilienaktien und der laufenden Trends erstellt. Der E&G EPIX umfasst 50 europäische Immobilienunternehmen. Er ist vergleichbar dem DIMAX.

## Merkmale des EPIX
- Ellwanger & Geiger berücksichtigt die Bedeutung der Eurozone einerseits und die hohe Bedeutung der britischen Unternehmen andererseits.
- Der E&G Euro Epix 30 enthält 30 Unternehmen aus der Eurozone.
- Der E&G Epix 50 enthält die 30 Unternehmen der Eurozone und zusätzlich 20 Unternehmen aus Großbritannien, Dänemark, Schweden, Norwegen, Russland und der Schweiz.
- Ellwanger & Geiger rechnet die Epix Indizes sowohl als Kursindizes (ohne Berücksichtigung von Dividendenzahlungen) als auch als Performanceindizes (unter Berücksichtigung gezahlter Dividenden).
- Ellwanger &Geiger hat die Indizes bis 1988 zurückgerechnet.
- Der E&G Epix 50 Performanceindex ist eine Benchmark für den E&G Fonds Immobilienaktien Europa.

## Indexaufbau
Die Konstruktion der E&G-EPIX-Indizes ist an die Grundüberlegungen des Deutschen
Aktienindex (DAX) angelehnt und wurde als Laspeyres-Index konstruiert. Die Indexwerte werden bei Kapitalveränderungen und bei Dividendenzahlungen bereinigt (Performance-Index). Beide Indizes werden aber auch als Kursindex berechnet. Die Gewichtung der einzelnen Titel erfolgt ausschließlich nach der Marktkapitalisierung der Gesellschaften. Die Aufnahme oder Streichung einzelner Titel erfolgt analog der Vorgehensweise beim DAX. Die Anpassung erfolgt einmal jährlich oder bei Bedarf. Der Indexstand wird börsentäglich jeweils auf der Basis der Schlusskurse ermittelt und veröffentlicht.

## Indexkriterien für die E&G-EPIX-Indizes
- mind. 75 % von Umsatz und Ertrag der Aktiengesellschaften müssen aus dem Immobiliengeschäft stammen
- die Gesellschaften müssen an einer ordentlichen Börse notiert sein
- Darüber hinaus wird auf eine regionale Ausgewogenheit geachtet
- angemessener Free Float, damit eine ausreichende Liquidität an der Börse gewährleistet ist